# ساولو
ساولو (بالبرتغالية: Saulo) هو لاعب كرة قدم برازيلي في مركز حراسة المرمى، ولد في 20 أبريل 1995 في بيلو هوريزونتي في البرازيل. لعب مع بوتافوغو ريغاتاس.

## وصلات خارجية
- ساولو على موقع قاعدة بيانات كرة القدم.إي يو (الإنجليزية)
- ساولو على موقع Soccerway.com (الإنجليزية)